# Jalasjärvi

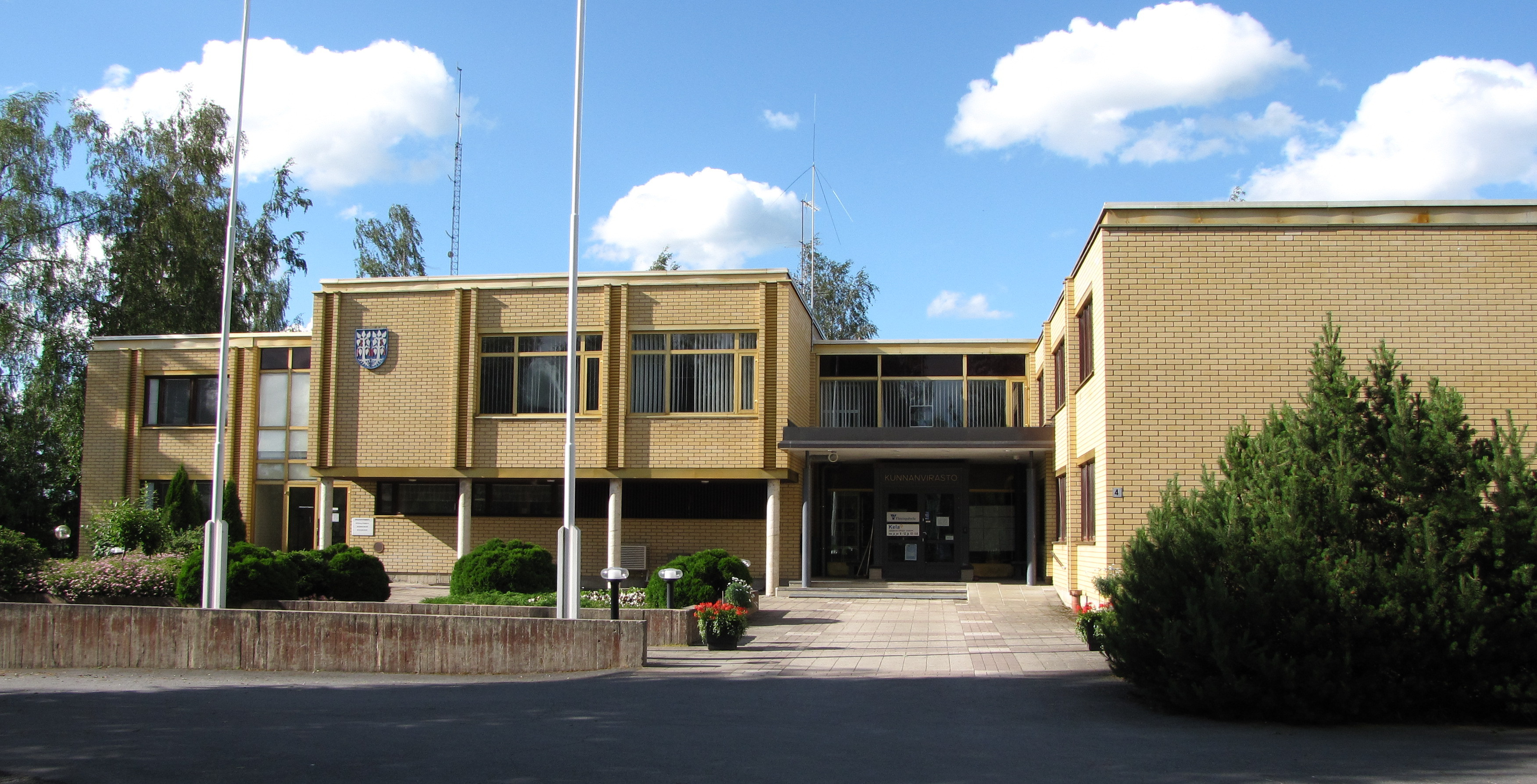
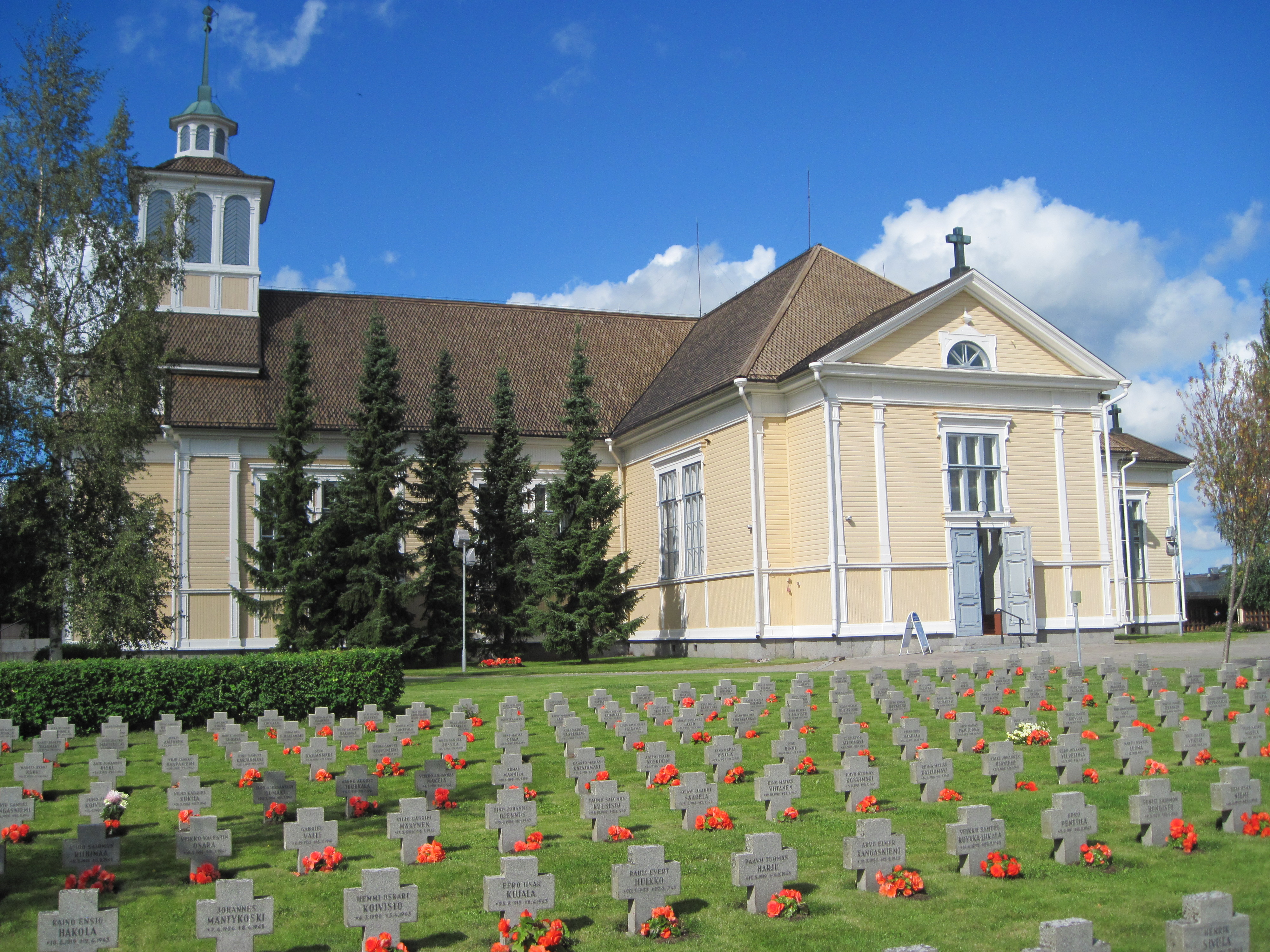
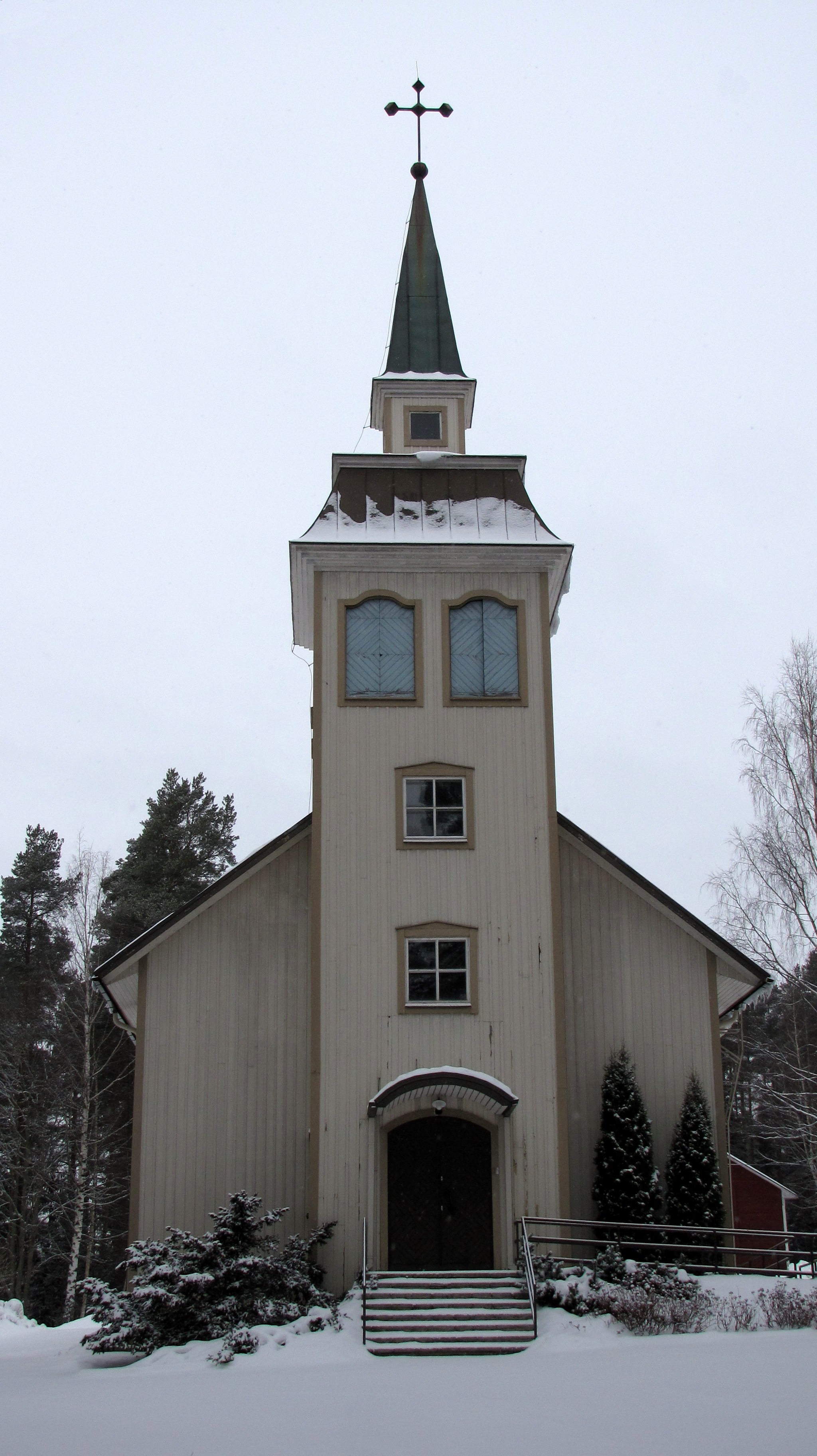
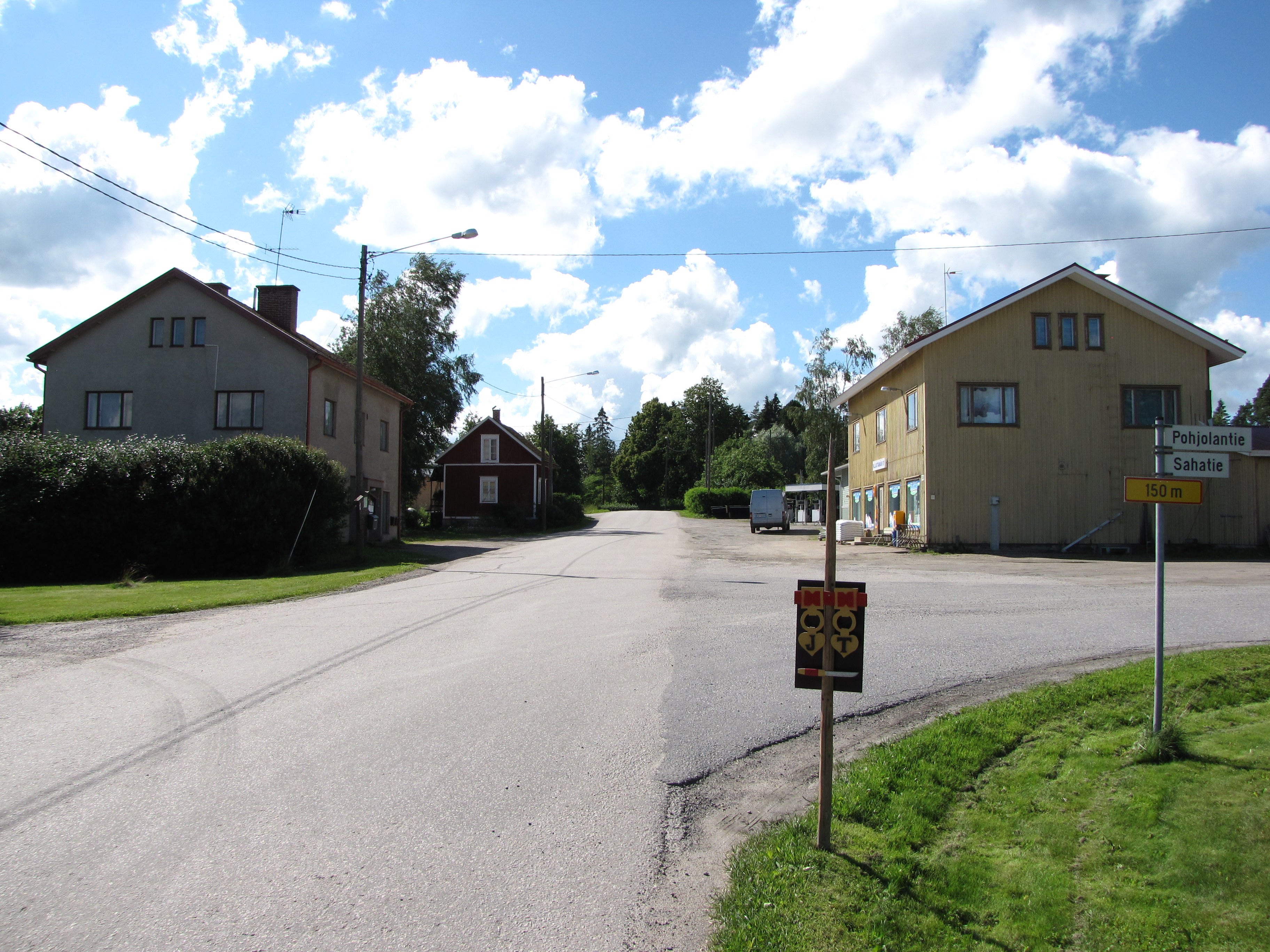

Jalasjärvi is een voormalige gemeente in het landschap (maakunta) Zuid-Österbotten. De gemeente had totale oppervlakte van 822 km² en telde 8792 inwoners in 2003. In 2016 werd Jalasjärvi bij Kurikka gevoegd.
Ähtäri · Alajärvi · Alavus · Evijärvi · Ilmajoki · Isojoki · Isokyrö · Karijoki · Kauhajoki · Kauhava · Kuortane · Kurikka · Lappajärvi · Lapua · Seinäjoki · Soini · Teuva · Vimpeli
Voormalige gemeenten:
Alahärmä · Jalasjärvi · Jurva · Kortesjärvi · Lehtimäki · Nurmo · Peräseinäjoki · Töysä · Ylihärmä · Ylistaro